# Balykčy
Balıkčı (in kirghiso Балыкчы?, Balıkçı) è una città in Kirghizistan, sulla sponda occidentale del lago Ysyk-Köl.

## Storia
La città fu un importante centro in campo industriale e dei trasporti (lavorazione della lana, traghettamento lacustre, terminal ferroviario e snodo stradale) durante l'era sovietica ma perse gran parte della sua economia di base dopo il collasso dell'Unione sovietica e la conseguente chiusura di praticamente tutti gli stabilimenti industriali.
Il toponimo originario di Balykčy quando era parte dell'URSS era Rybachye (ovverosia luogo di pesca in russo) ma nei primi anni novanta, seguendo la disintegrazione dell'Unione Sovietica, la città diventò Ysykköl, dal nome dell'adiacente lago. Poco dopo l'indipendenza del Kirghizistan (nel 1991) venne rinominata nell'attuale nome; quest'ultimo, esattamente come il precedente russo, significa luogo di pesca in kirghiso.

## Infrastrutture e trasporti
La strada maestra che conduce da Biškek alla Cina, parte dell'antica via della seta, passa per Balykčy prima di cominciare l'impervio tracciato attraverso le montagne che porta verso Naryn e poi al passo Torugart, sul confine cinese.
È sotto discussione l'ampliamento del tracciato ferroviario, che attualmente parte da Biškek e si interrompe a Balykčy, per portare le rotaie fino al confine cinese.
Nel corso dei primo mesi del 2024 sono iniziati i lavori di realizzazione della ferrovia, il cui progetto prevede un collegamento fino al vicino Uzbekistan. Il tutto per dare impulso all'estrazione di carbone dalle miniere poste lungo la riva sud del lago Issyk-Kul.
È in corso anche l'allargamento e la riasfaltatura della strada che porta a Bekenbaeva.